# Серравалле-ді-К'єнті
Серравалле-ді-К'єнті (італ. Serravalle di Chienti) — муніципалітет в Італії, у регіоні Марке,  провінція Мачерата.
Серравалле-ді-К'єнті розташоване на відстані близько 140 км на північ від Рима, 80 км на південний захід від Анкони, 50 км на південний захід від Мачерати.
Населення — 1087 осіб (2014).
Щорічний фестиваль відбувається 13 грудня. Покровитель — Santa Lucia.

## Демографія
Населення за роками:

Станом на 1 січня 2023 року в муніципалітеті офіційно проживало 139 іноземців з 20 країн, серед них 59 громадян країн Євросоюзу та 5 громадян України.

## Сусідні муніципалітети
- Камерино
- Ф'юміната
- Фоліньо
- Монте-Кавалло
- Мучча
- Ночера-Умбра
- П'єве-Торина
- Сефро
- Віссо